# Wamba (flod)
Wamba, i Angola benämnd Uamba, är en 880 km lång flod i Angola och Kongo-Kinshasa, ett biflöde till Kwango. En del av floden ingår i gränsen mellan länderna. Den är segelbar till Kapanga, 198 km från mynningen.